# ミカレディ
ミカレディは、オーミケンシグループの女性用アパレルメーカーである。

## 沿革
元々はオーミケンシ（大阪市）の女性用アパレル部門の一つであったが、1969年にその部門を独立して設立。現在はオーミケンシの子会社「オーミ・リアルエステート」の完全出資子会社（オーミケンシの孫会社）である。

## 事務所
- 本社　東京都中央区銀座
- 直営店　銀座ミカレディ（本社内）、博多リバレイン店（福岡市）
- その他各地百貨店・スーパーマーケットの婦人服売り場に商品を納入。